# Romano Farinelli
Sisto Romano Farinelli (Castelnovo ne' Monti, 17 febbraio 1934) è un ex calciatore italiano, di ruolo attaccante.

## Caratteristiche tecniche
Giocava come ala sinistra. Era abile tecnicamente e dotato di buona rapidità e visione di gioco, ma non spiccava per resistenza fisica.

## Carriera
Debutta in Serie B nel campionato 1953-1954 con il Pavia, giocando per due anni con i lombardi e disputando 44 gare con 7 gol segnati.
Nel 1955 si trasferisce al Bari, dove mette a segno 10 reti in 58 partite nel corso di tre stagioni in Serie B.
Nel 1958 passa al Talmone Torino, disputando tre partite in Serie A. Venne poi ceduto al Savona, squadra di Serie C con la cui maglia esordì il 22 novembre 1959 contro lo Spezia.
Fece anche parte della Nazionale giovanile.

## Palmarès

### Club

#### Competizioni nazionali
- Serie B: 1

Venezia: 1960-1961